# Schloss Kossenblatt
Das Schloss Kossenblatt war ein Herrenhaus und königlich-preußisches Jagdschloss und Sommerresidenz bzw. Refugium. Es befindet sich im Dorf Kossenblatt, Gemeinde Tauche, bei Beeskow im Landkreis Oder-Spree und galt, neben Schloss Königs Wusterhausen, als Lieblingsschloss des Soldatenkönigs Friedrich Wilhelm I. Es ist heute, wie die meiste Zeit seines 300-jährigen Bestehens, ein leerstehendes, verlassenes Schloss, für das nie ein dauerhaftes Nutzungsverhältnis gefunden wurde. Wirklich und tatsächlich bewohnt wurde es in seiner Geschichte nur von einer Person: Eleonore von Dönhoff von 1711–1726, die wohl auch den Bau veranlasst und vorangetrieben hat. Der Legende nach soll sie den Türkenschatz ihres Mannes dort versteckt haben und spukt dort als Weiße Frau umher.

## Geschichte

### Familie von Oppen
1581 erwarb der brandenburgische Oberkammerherr Georg von Oppen das alte Herrenhaus im Dorf Kossenblatt, dessen Name sich vom slawischen Cossinbloth herleitet und Krummensumpf bedeutet. Das alte Herrenhaus, von dem nur das Kellergewölbe als Teil des Amtshauses die Zeit überstand, verblieb mit dem zugehörigen Dorf Werder über drei Generationen im Besitz derer von Oppen.

### Familie von Barfus und von Dönhoff
1699 erwarb Generalfeldmarschall Hans Albrecht von Barfus das bescheidene, auf einer Insel in der Spree gelegene Anwesen für eine Summe von 32.000 Talern und 100 Dukaten. Barfus wollte das kleine Herrenhaus einem größeren Umbau unterziehen. 1702 begann die Bauarbeiten. Der Baumeister ist nicht zu ermitteln, obwohl sich die Baupläne erhalten haben. Ein gewisser Baumeister van Spieren aus Haarlem (Holland) ist eine Erfindung aus dem Roman von Albert Emil Brachvogel: „Die Grafen Barfus, 1869“, ein Werk, das auch Fontane nutzte. Wegen der ungünstigen Lage auf der Grabholzinsel, einem von der Spree umflossenen Sumpf und des fehlenden Untergrundes am Flusslauf, musste das Fundament mit Baumstämmen verstärkt werden, was die Bauzeit in die Länge zog. Der Auftraggeber von Barfus starb am 27. Dezember 1704, so dass er sein Schloss nie bewohnen konnte. Er wurde an der Kossenblatter Dorfkirche beigesetzt. 1705 legte sein ältester Sohn Friedrich Otto den Grundstein für das Schloss.

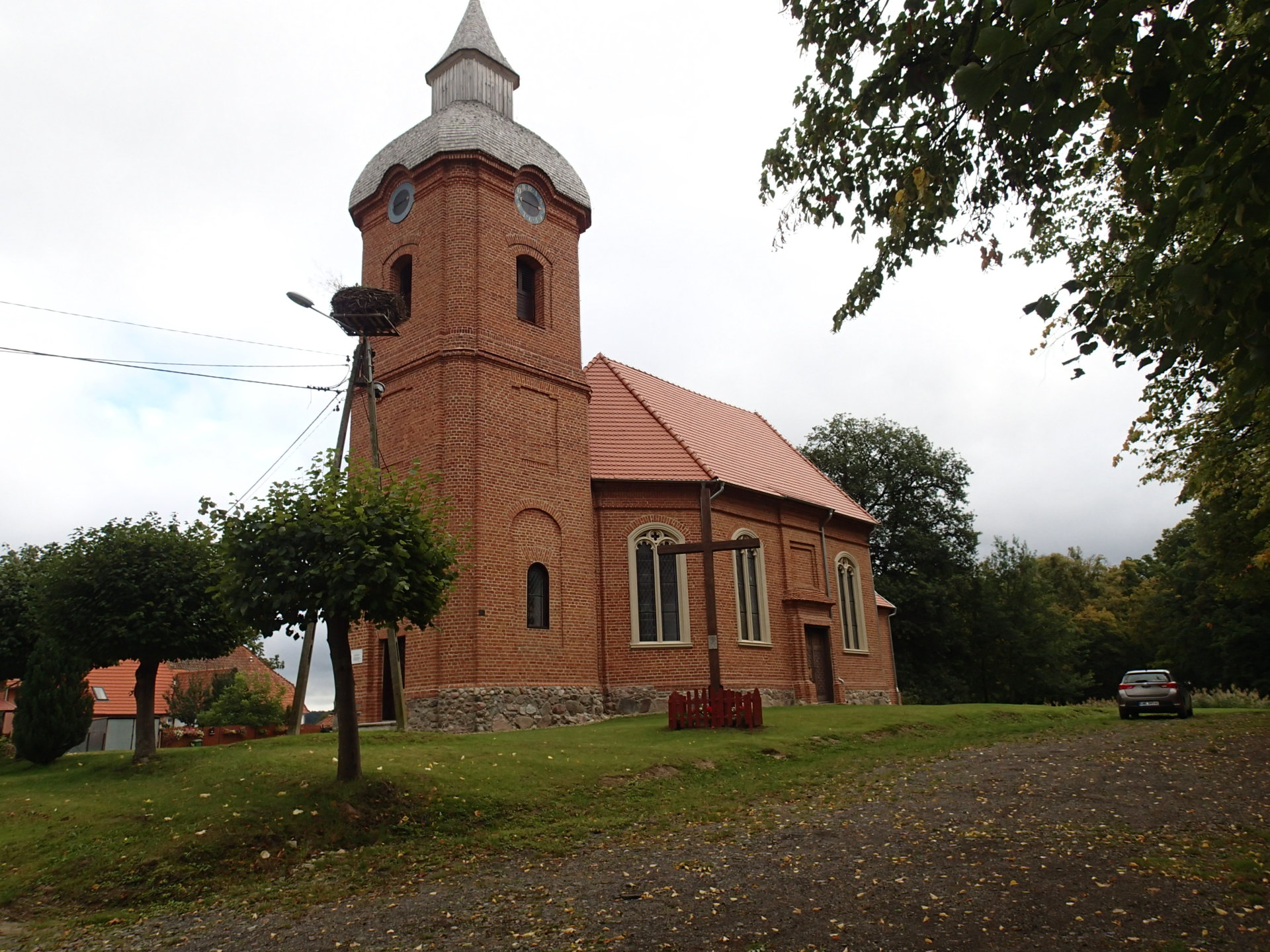
Die von Karl Friedrich Ludwig von Barfus errichtete Kirche im heutigen Kwitajny

Die Witwe, Eleonore von Barfus, geborene von Dönhoff, ließ den Bau fortführen. Grundriss und Bauplan befinden sich heute im Märkischen Museum zu Berlin. Im Juni 1711 konnte die Gräfin, die bis dahin auf dem angrenzenden Gutshof gewohnt hatte, das Schloss beziehen. Der Bau wurde aber erst im folgenden Jahr 1712 fertiggestellt. Der Älteste ihrer drei Söhne, Friedrich Otto wurde 1694 geboren und wie sein Vater Soldat. 1707 studierte er an der Ritterakademie Brandenburg und widmete sich frühzeitig dem Kriegsdienst. 1715 war er Adjutant des Grafen Christoph von Dohna bei der Belagerung von Stralsund. 1716 wohnte er dem Feldzug gegen die Türken in Ungarn bei, wurde als Major bei einem Kürassier-Regiment in der Schlacht bei Belgrad schwer verwundet und starb am 3. September 1717 an diesen Verletzungen in Wien. Auch der zweite Sohn, Karl Friedrich, war 1707 Zögling der Ritterakademie in Brandenburg, wurde Offizier und starb jung. So erbte Karl Friedrich Ludwig (geb. 1700), der dritte Sohn, das Schloss. Dieser überlebte zwar die Mutter, wurde aber schon zu Lebzeiten von seiner Mutter bevormundet. Nach ihrem Tode leitete sein Onkel Alexander von Dönhoff den Verkauf der Barfus’schen Güter und des Schlosses ein, um die die Allodifikation der Dönhoffschen Güter in Ostpreußen zu bewirken. Dieser war der Adjutant des Königs und hatte den Verkauf von Kossenblatt an den König „geleitet und befördert“, um von diesem für die Barfus-Güter in Ostpreußen – gemeint ist das Gut Quittainen, das eigentlich Karl Friedrich gehört hätte – die Aufhebung der Lehnsherrschaft zu erreichen. Karl Friedrich Ludwig von Barfuß ließ dort im Zeitraum 1714–1719 in der Mitte des Dorfes unweit des Schlosses eine neue Kirche im barocken Stil errichten. Diese wurde im zeitlichen Wechsel sowohl von der evangelisch-reformierten als auch von der evangelisch-lutherischen Gemeinde genutzt und steht noch heute als katholische Kirche. Für den Neubau hatte er selbst ein Orgelwerk sowie die Turmuhr und die Glocke beschafft. Günter de Bruyn vermutet, dass Karl Friedrich Ludwig von der Mutter enterbt wurde. Aber dazu müsste die Mutter auch die Erblasserin sein, was außerhalb des üblichen Rechts gewesen wäre. Es kann auch sein, dass er unmündig blieb und der Onkel zum Vormund bestimmt wurde. Ebenfalls durchaus möglich ist, dass die Immobilie mit einem Hypothekenkredit belastet war, den der Erbe nicht auslösen konnte. Er wurde mit dem Gut Ragow bei Beeskow abgefunden, dass Friedrich Wilhelm I. am 5. Juli 1737 für 53.000 Taler gekauft hatte. Karl Friedrich von Barfuss hat dort die letzten fünf Jahre seines Lebens verbracht und starb dort kinderlos 1741. Die Umstände lassen zumindest vermuten, dass sich um diesen ein dunkles Familienkapitel rankt. Dass das Leben von Karl Friedrich, die üblichen Bahnen verlassen hatte, kann man auch in dem Büchlein von Franz Wilhelm von Barfus-Falkenburg nachlesen, welches auch Fontane vorgelegen hat: Dort steht:

„[Karl Friedrich Ludwig] scheint eine absichtlich vernachlässigte Erziehung erhalten zu haben, da seine nächsten Verwandten nach dem Besitz seines reichen Erbes trachteten“

Laut den Kirchenbücher soll er in der Kossenblatter Gruft beigesetzt worden sein. Die Mutter Eleonore von Barfus, sie wurde jedenfalls nicht an der Seite ihres Mannes in Kossenblatt bestattet, sondern nach Friedrichstein überführt. Der Legende nach soll sie kurz vor ihrem Ableben Anweisung gegeben haben, das gesamte Schlossinventar zu Ungunsten ihres Sohnes im Garten zu verbrennen.

#### Auszug aus der Wanderung durch die Mark Brandenburg
Erst seine Witwe, Eleonore geborene Gräfin von Dönhoff, führte den Schlossbau glücklich aus. Sie war eine stolze Frau, und es geht die Sage, dass sie bemüht gewesen sei, ihrem einzigen überlebenden Sohne sein Erbe nach Möglichkeit zu schädigen und zu schmälern. Sie ließ zu diesem Behuf einen holländischen Baumeister kommen, befahl ihm, unterhalb der Keller des Schlosses einen zweiten Keller zu graben und zu wölben, und tat dann alles hinein, was sie an Gold und Kostbarkeiten besaß. Danach gab sie Befehl, die Gruft in ihrer Gegenwart zu schließen und nahm dem Baumeister einen Eid ab, die Stelle niemandem zu verraten. Voll Zweifel aber, ob er den Eid auch halten werde, zog sie das Sichere vor und ließ ihn auf der Rückreise nach Holland aus dem Wege räumen. Der »Schatz«, so heißt es weiter, war nun glücklich beiseite gebracht, indessen die Bilder und Möbel waren noch da, die ganze Einrichtung eines reichen Schlosses. Auch das musste fort. Als sie fühlte, dass es mit ihr zum Letzten gehe, befahl sie, den gesamten Hausrat auf den Schlosshof zu tragen, und vergoldete Stühle und Tische, Spiegel und Konsolen, Diwans und Kommoden wurden nun zu einer Pyramide aufgetürmt. In einem Rollstuhl ließ sie sich dann an die Tür des Gartensaales fahren, gab Ordre, zwei Fackeln anzulegen, und starrte lang und befriedigt in die hoch aufschlagende Flamme. Sie fühlte das Feuer mehr, als dass sie es sah, denn die helle Mittagssonne stand über dem Schauspiel. Als alles niedergebrannt war, saß sie tot in ihrem Rollstuhl.

### Familie von Hohenzollern

#### Friedrich WilhelmI.
1736 erwarb König Friedrich Wilhelm I. das Schloss. Wie schon Schloss Königs Wusterhausen benutzte er dieses vornehmlich als Jagdschloss. Inwieweit die Initiative zum Kauf wirklich von Friedrich Wilhelm ausging, kann heute kaum mehr festgestellt werden.
Theodor Fontane berichtete wie folgt:

„Im Jahre 1735 kam König Friedrich Wilhelm I. auf einer Jagd von Königs-Wusterhausen aus in die Kossenblatter Gegend, sah das schöne Schloß und forderte den Besitzer auf, ihm seine Besitzung zu verkaufen. Als dieser Antrag abgelehnt wurde, wurden nichtsdestoweniger alle Mittel in Bewegung gesetzt, sich des ganzen Güterkomplexes zu versichern. Es fand sich auch bald ein Weg, da er sich durchaus finden sollte. Der Verlauf war folgender. Graf Barfus hatte dem Unterhändler des Königs gegenüber von 180.000 Talern gesprochen, nur um loszukommen, in der festen Voraussicht, daß diese hohe Summe nie bewilligt werden würde, worin er auch recht behielt. Vielmehr begnügte sich der König damit, dem Grafen wissen zu lassen, daß der Preis seiner Güter, nachdem er überhaupt einmal auf den Verkauf derselben eingegangen sei, nicht länger einseitig durch ihn selbst bestimmt werden könne. Es geböte sich jetzt eine Taxierung. Hiernach kam denn auch im Januar 1736 ein Kauf zustande, ohne daß die belehnten Agnaten befragt worden wären. Der König bewilligte 125.000 Taler, schlug Kossenblatt zur Herrschaft Königs-Wusterhausen und überwies es, gleich nach der Übergabe, seinem zweiten Sohne, dem Prinzen August Wilhelm.“

Tatsächlich fädelte der Bruder der Witwe, Alexander von Dönhoff, den Verkauf des Schlosses an König Friedrich Wilhelm I. ein. Die Hintergründe des Verkaufes mit dem bekanntermaßen sparsamen Soldatenkönig blieben bis heute unklar. Es kann aber von einer königlichen Vorteilsnahme ausgegangen werden. Fest steht, dass sich der König kaum für Schlösser interessiert hat. Daher bildet der Kauf des Schlosses Kossenblatt eine bemerkenswerte Ausnahme am Ende seines Lebens. Zu dieser Zeit war der nur 1,65 große Mann schon zweieinhalb Zentner schwer und kurzatmig. Sein Herz setzte zuweilen aus und die Wassersucht hatte ihn völlig aufgeschwemmt. Wahrscheinlich ging es den König mehr um den Erwerb des dazugehörigen Gutes. Dennoch hat er das Schloss nach seinem Geschmack herrichten lassen und auch zeitweilig genutzt.

„Anno 1736 hatte Coßenblad die hohe Ehre, dass S. Königl. Majestaet in Preußen Friedrich Wilhelm hierher kamen. Zweymal mit einem kleinen Gefolge, im Herbst aber mit der Königl. Majestaet und drey Königl. Prinzen, Printz August Wilhelm., Printz Heinrich und Ferdinand und auch zwey jüngeren Königl Printzessinnen; Hoheit der Erbprintz [Friederich] war nicht da. Es war auch sonst eine ziemlich starke Suite bey S. Majestaet, welche die Jagd-Lust zu unterhalten half. Sie blieben diesmal in die 14 Tage alhier und kamen zwey Sonntage in die Kirche zur öffentl. Versammlung.“

Die Hofverwaltung ließ das Schloss gründlich reparieren und neu mit Mobiliar ausstatten. Der Grundbesitz wurde von der Hofkammer an Otto von Dietrich Schönholz auf Fürstenwalde verpachtet. Friedrich Wilhelm I. ließ rechts und links vom Reitstall zwei Pavillons errichten. Ferner ließ er 1736 eine neue Kanzel in die Kirche einbauen und sie um eine polygonale Sakristei im Osten erweitern. Der König hielt sich 1736, 1737 und 1738 mehrere Wochen in Kossenblatt auf, zuletzt im Jahr 1739, allerdings nur für 48 Stunden.

##### Bilder Friedrich Wilhelms

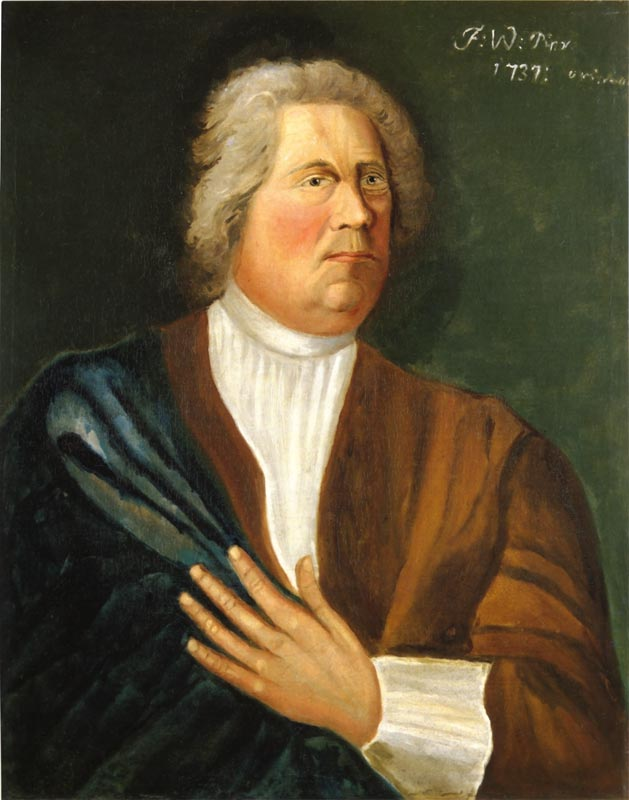
Selbstporträt von König Friedrich Wilhelm I. von Preußen. Dieses Selbstporträt entstand drei Jahre vor seinem Tod.
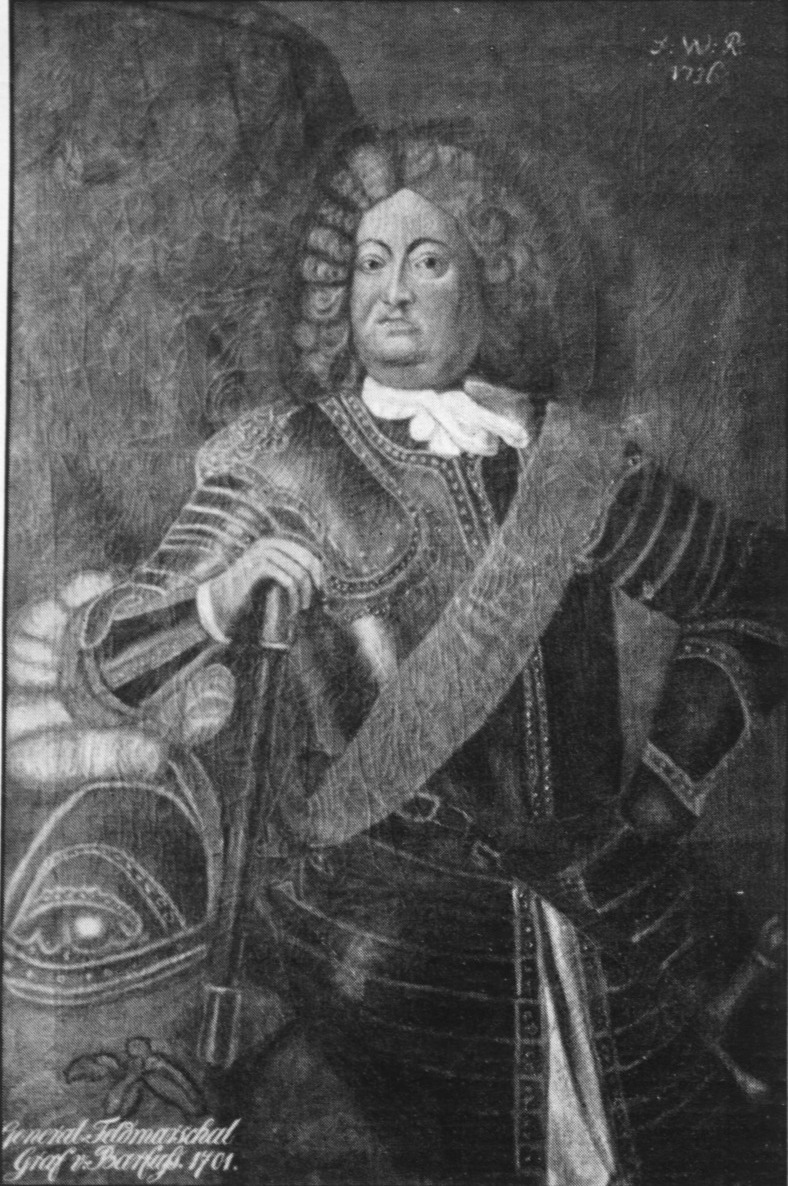
General von Barfus gemalt von König Friedrich Wilhelm I. von Preußen
Die zwei Bilder, die sich aus dem Fundus des Königs in Kossenblatt erhalten haben, links Eleonore Dönhoff als Diana und rechts eine schottische Königin, wahrscheinlich Maria Stuart

Neben der Jagd und dem Kurieren seines Gichtleidens und der Wassersucht gab sich König Friedrich Wilhelm I. in Kossenblatt der Malerei hin. Er fertigte um die 40 Porträtbilder an, die er mit zumeist dem Vermerk versah: „FRIDERICVS WILHELMVS in tormentis pinxit“, was bedeutet: „Friedricus Wilhelmus hat dieses in Schmerzen gemalt“. Einer adligen Dame übersandte er eines seiner stets mit weißer Schrift signierten Bilder mit den Worten: „Hier hat sich auch ein gewisser Kleck Mahler gefunden, von dessen Arbeit ich Euer Liebden eine Probe schicke.“ Überliefert ist, dass der König Helfer hatte, und zwar solche, die ihm die Farben anrührten, und solche, die ihm ein wenig zur Hand gingen. So zeichneten Künstler Umrisse, die Friedrich Wilhelm I. kolorierte. Dem Hofmaler Antoine Pesne wurde nachgesagt, diesem in kurzer Zeit zu Fortschritten verholfen zu haben. Lange Kerls aus seiner Riesengarde malte der Monarch „sehr ähnlich“ nach dem Gedächtnis, wie ein Zeitgenosse beobachtete. Gelegentlich hat er sich malend über Untergebene lustig gemacht, etwa als er den zum Hofnarren herabgewürdigten Akademiepräsidenten Jacob Paul von Gundling mit „Ohren eines vierfüßigen Tieres“ schmückte, wobei ein Hase als Symbol für sprichwörtliche Angst und Hasenfüßigkeit gemeint war.
Bei Fontanes Besuch im Schloss 1842 waren die meisten Bilder noch vorhanden oder waren aus dem Schloss Königs Wusterhausen wieder dorthin gebracht worden. Im Staats- und Empfangszimmer des Schlosses, das für Fontane das Eckzimmer des linken Flügels war, konnte er davon noch eine ganze Reihe in Augenschein nehmen:

„In demselben Staats- und Empfangszimmer befindet sich noch ein Dutzend anderer Porträts: die in tormentis gemalten Bilder des Königs selbst. Das Mildeste, was man von ihnen sagen kann, ist: sie verleugnen die Stunde ihres Ursprungs nicht. Freilich haben auch sie ihre Verehrer gefunden. Einige unbedingte Friedrich-Wilhelm-Bewunderer haben die ganze Frage auf das Gebiet der Energie gespielt und von diesem Standpunkt aus mit einem gewissen Rechte gesagt: „So malte ein Mann, der nicht malen konnte. Und so malte er unter Schmerzen und – jeden Tag ein Bild.“ Vor diesem Räsonnement verneigt sich die Kritik. Alle diese Bilder des Königs rühren aus den Jahren 1736, 1737 und 1738 her. Es sind sämtlich Porträts (Bruststücke) und zwar einundvierzig an der Zahl, von denen sich zweiunddreißig in den Zimmern, neun aber im Korridor befanden. Alle in Rahmen von gebeiztem Eichenholz. So häßlich die Bilder sind und so unfähig, ein künstlerisches Wohlgefallen zu wecken, so wecken sie doch immerhin ein gewisses künstlerisches Interesse. Der Hang zum Charakteristischen ist unverkennbar.“

.

#### Sonstige Aktivitäten des Königs
Der König schonte sich in Kossenblatt von den anstrengenden Repräsentationspflichten, die ihn in Berlin und Potsdam erwarteten. Da er kaum noch gehen konnte, ließ er sich mit dem Rollstuhl herumschieben, war aber dennoch zu Staatsgeschäften bereit und empfing auch Gäste. Daneben kam die Jagd, bei der er nur noch eingeschränkt teilnahm. Er stand in regem Austausch mit dem Pfarrer der Dorfkirche, wohin er jeden Morgen zur Frühmesse eilte.

„Außer um die „Kunst“, der er hier oblag, kümmerte sich König Friedrich Wilhelm I., wenn er in Kossenblatt war, vor allem auch um die Kirche. Zumal um die Predigt. Er war nicht leicht zufriedenzustellen. Ich finde darüber folgendes: Am 13. Sonntage nach Trinitatis im Jahre 1736 hat der König in der Kirche zu Kossenblatt eine Predigt von dem damaligen Prediger in Wulfersdorf (stellvertretend für den hiesigen, welcher krank gewesen ist) gehört, die seine höchste Unzufriedenheit erregt hat. Und da er nicht lange vorher mit einer in Rheinsberg gehörten Predigt ebenfalls unzufrieden gewesen, so haben diese beiden Prediger nach Berlin kommen und über vorgeschriebene Texte predigen müssen.“

#### Prinz August Wilhelm
Nach dem Tod von Friedrich Wilhelm I. 1739 erbte sein Sohn August Wilhelm das Schloss als Sommerresidenz. Dennoch war der Prinz nie in Kossenblatt, da sein Regiment in Spandau die Garnison hatte und er das Schloss Oranienburg bevorzugte. Er ließ aber im Ehrenhof am großen Frontbalkon von Schloss Kossenblatt den geschwungenen Namenszug A. W. anbringen. Auch stiftete er der Kirche von Kossenblatt eine Barockkanzel mit einem schwarzen Adler mit Goldkrone (Symbol von Preußen) und seinen Initialen „A W“. Im Jahr 1742 besuchte seine erste Frau Luise Amalie von Braunschweig-Wolfenbüttel Kossenblatt, um sich huldigen zu lassen. In seinen Ehevertrag wurde Kossenblatt als ihr Witwensitz festgeschrieben, aber auch sie ließ sich nicht in Kossenblatt sehen. Der Erbe August Wilhelms, Friedrich Wilhelm II., suchte das Schloss gleichfalls nicht auf. Das Schloss stand fortan leer. Im Siebenjähriger Krieg wurde das Schloss dreimal von den Österreichern und einmal von den Russen geplündert. Das Gut wurde von dem sogenannten Amtsmann verwaltet. Einer davon der Amtsmann Friedrich Leopold Lengenick, der hier von 1754 bis 1784 den Dienst der Verwaltung versah.

### Familie Buchholtz
1801 wurde der Sohn des königlichen Kassenverwalters, der Kammerrat Karl Ludwig Buchholtz, Amtmann auf Kossenblatt. Durch den Frieden von Tilsit war das preußische Königshaus in finanzielle Bedrängnis geraten und so musste 1811 Friedrich Wilhelm III. sich von der Besitzung trennen. So erhielt der Amtmann Karl Ludwig Buchholtz das Schloss zur Erbpacht. In Preußen wurden schon durch das Edikt vom 14. September 1811 die aus der Erbpacht herrührenden Lasten für ablöslich erklärt. 1836 ließ dieser den Platz vor dem Schloss als Gartenanlage umgestalten; aus dem königlichen Lustgarten wurde ein Landschaftspark nach englischem Vorbild. Es wurde auch der Eiskeller zwischen Schloss und Kirche errichtet. 1847 stand das Schloss leer; zum großen Teil hingen die Tapeten herunter und der Fußboden war in einem schlechten Zustand. Der Kossenblatter Bürger Heinrich Noppenz und der Lehrer Deutsch erhielten die Genehmigung, einige Räume für die Seidenraupenzucht zu nutzen. 1850 gestattete die Preußische Verfassung (1848/1850) die vollständige Ablösung der Erbpacht, womit Karl Buchholtz rechtmäßiger Eigentümer wurde. 1868 wurde Kossenblatt der Charakter eines Rittergutes zugesprochen. 1855 hatte die Hofkammer die Absicht, das Schloss zu verkaufen; 1860 beabsichtigte man schließlich, das Schloss wegen der hohen Unterhaltskosten zum Abbruch zu verkaufen. 1861 erwarb Karl Buchholz, der Sohn von Karl Ludwig Buchholz, das Schloss für nur 2500 Taler. Am 2. Mai 1862 führte er den Dichter Theodor Fontane durch das Schloss, der dort auch nächtigte (Fontanezimmer) und es in seinem Werk „Wanderungen durch die Mark Brandenburg“ nicht vorteilhaft erwähnte. Er sprach dort mit Buchholz, Pfarrer Stappenbeck, dessen Frau und Schwägerin. Dem Dichter fielen im leerstehenden Schloss die toten Vögel auf, die durch den Kamin schutzsuchend eingeflogen waren und nicht mehr herauskamen. Fontane konnte auch noch die Königlichen Bilder in Augenschein nehmen. Wahrscheinlich erfuhr man in Berlin durch diesen Reisebericht erst etwas über deren Existenz. So wurde kurz darauf der Abtransport nach Königswusterhausen organisiert.

„Verhandelt Coßenblatt den 1. August 1863

Zur Übernahme der aus der Zeit Friedrich Wilhelms I. Majestät im hiesigen Köngl. Schlosse aufbewahrte Malereien hatte sich der unterzeichnente Geheime Hofrath Bußler hierher begeben. Der Herr Ober-Amtmann Buchholz, der das genannte Schloss käuflichen sich gebracht , legte mir von seinem Herrn Großvater, dem Kammerrath Buchholz, übernommenes Inventarium vom 11. October 1826 vor, wonach die Zahl der betreffenden Bilder überhaupt 52 betragen hat. Von diesen eigen sich heute zum Transport nur 45. Es fallen von den abschriftlich inliegenden Inventarium die Nummer 2,3,4,5,48,49 und 51 ganz aus. Bis auf die beiden Nr. 5 und 51 übernahm es Herr Ober-Amtmann Buchholz die zurückgelassenen Überreste zu verbrennen, wollte aber versuchen, die beiden anderen zum Andenken dem Gebäude zu erhalten. Diese sind die Bildnisse angeblich einer Königin aus dem Hause Stuart und Ludwig XIV.“

Tatsächlich befinden sich im Pfarrhaus von Kossenblatt noch zwei Bildwerke, die dem Fundus Friedrich Wilhelms I. zugesprochen werden. Das eine stellt die Jagdgöttin Diana dar, die die Gesichtszüge von Eleonore von Dönhoff haben soll, dass andere eine unbekannte Königin. Die meisten anderen Bilder wurden in das Schloss Königs Wusterhausen geschafft, wo sie in einem eigens eingerichteten Museum zur Schau gestellt wurden. Dieses existierte bis in den Zweiten Weltkrieg. Nach der deutschen Wiedervereinigung wurde dieses Museum auch neu eröffnet, so dass die meisten dieser Bilder dort zu sehen sind. Andere Bilder befinden sich in Potsdam, etwa zehn oder mehr sind verschollen. Interessanterweise ist das für Kossenblatt so wichtige Bild von Feldmarschall Graf Barfuss zwischen 1822 und 1826 in das Potsdamer Stadtschloss gebracht, wo es Teil einer Galerie des Großen Kurfürsten wurde. Es überdauerte dort auch die Zerstörung des Schlosses 1945 und ist laut Katalog heute in Privatbesitz. Seit wann und wo, nennt der Katalog nicht.
Vor 1880 war der Gutsinhaber Carl Theodor Buchhol(t)z Herr auf 657 ha. Sein Nachfahre, Emil Buchholtz, war schließlich durch schlechtes Wirtschaften, einem ausschweifenden Lebenswandel und durch mehrfache Überschwemmungen in die Schulden geraten. Er schuldete der Kur- und Neumärkischen Ritterschafts-Darlehnskasse 180.000 Mark. Da ihm nun zu Beginn des Jahres 1900 die Zwangsverwaltung des Gutes drohte, ließ er eine gut versicherte Roggenmiete abrennen um die Feuerkasse zu prellen. Bald schon kam der Verdacht eines Versicherungsbetruges auf. Dies wurde vor dem Landgericht Frankfurt (Oder) verhandelt. Laut Protokoll soll er seinem Kutscher mit einem versprochenen „blauen Lappen“ dazu angestiftet haben. Nach der Urteilsverkündung jagte Buchholtz mit leichterer Kutsche nach Kossenblatt, wo er schneller eintraf als die Zeugen. Bewaffnet mit zwei Gewehren schoss er dann am Abend, im Hinterhalt auf der Beeskower Chaussee auf den Wagen der zurückkehrenden Zeugen. Es gab mehrere Verletzte und einen Toten, und zwar den Gärtner, Vater von sechs Kindern; das siebte kam erst nach dem Tod des Vaters zur Welt. Nach der Tat flüchtete Emil Buchholtz in die angrenzenden Wälder. Am frühen Morgen kehrte er zurück und erschoss sich im Park vor dem Schloss, dem ehemaligen Lustgarten des Königs, am Grab seiner Frau. Da man anfangs nicht wirklich wusste, ob er tot war, wagte sich zunächst niemand näher zu treten. Erst der Pastor brachte hierfür – laut der Chronik – den Mut auf, weil „den Pastor dazu vermochte, weil man annahm, dass B. dessen Leben am ehesten schonen würde“. Dies geschah am 16. Mai 1900. Ein Findling in der Parkanlage bezeichnet noch heute die Stelle, an der von Buchholtz starb. Im gleichen Jahr wurde das Gut zwangsversteigert.

### 1900
Auch die Königliche Hofkammer wollte hierbei das Gut für die Krone zurück erwerben, aber ein finanzkräftiger Regierungsassessor aus Posen mit Namen Alfred von Tilly (15.8.1866 Droskau bei Sorau; † nach 1939) kam dieser zuvor. Das Rittergut Kossenblatt hatte damals 749 ha Fläche und war samt Brennerei und Ziegelei an Paul Wehner verpachtet. Er war damals Landrat des Kreises Posen-West. Doch dieser veräußerte es rasch wieder. Tilly war auch als Autor tätig.

### Familie Kirberg
1907 erwarb der Rittmeister Erich Merkens das Gut und Schloss; 1917 dann Walter Schütze aus Kramso und 1918 Oberleutnant Lüben aus Berlin das Schloss. 1919 wurde es von dem Farben- und Saftfabrikanten Jacob Kirberg gekauft. Der Gutsbetrieb wurde von seinen Söhnen, Walter und Fritz Kirberg, weitergeführt. Im August 1945 wurden die Kirbergs im Rahmen des Bodenreformgesetzes enteignet und reisten im September nach Westfalen ab. Die Fruchtsaftproduktion wurde in Paderborn weitergeführt, die Familie lebt heute in Loose.

### Weitere Besitzer
1947 wurde das Gut volkseigen und der Landesregierung in Potsdam zur Verwaltung übergeben. Das Schloss diente als Unterkunft für Umsiedler, als Kindergarten und als Reparaturstützpunkt einer Maschinen-Ausleihstation. Es wurde erwogen, das baufällige Gebäude zu sprengen. 1956 wurde es schließlich unter Denkmalschutz gestellt.
Von 1963 bis 1967 wurde das Schloss wieder instand gesetzt und das Dach neu in Zementpfannen eingedeckt, um dort die Zentralstelle für Reprographie der DDR unterzubringen. Diese wurde 1991 in die private Mikrofilm Center Kossenblatt GmbH umgewandelt. 1997 kaufte die damalige Gemeinde Kossenblatt das Schloss von der Treuhand Liegenschaftsgesellschaft auf. Der Pachtvertrag an die Microfilm-Center Kossenblatt lief bis in das Jahr 2005. Am 23. Juni 2009 beschloss die neue Gemeinde Tauche, das Schloss Kossenblatt mit Nebengebäuden und einer Grundstücksfläche von insgesamt ca. 27.869 m² zum Verkehrswert zu verkaufen.
Am 3. Februar 2011 wurde das Schloss für 240.000 Euro an die Immobilienbesitz- und Verwaltungsgesellschaft Schloss Kossenblatt GmbH verkauft. Zwischenzeitlich drohte deren Geschäftsführerin Angela Schulenberg der Gemeinde Tauche einen Rechtsstreit auf Rückabwicklung an. Angeblich ist die Zufahrt zum Schloss nicht immer geöffnet. Das Gericht fällte bislang keine Entscheidung. Man überlegte aus dem Schloss eine Flüchtlingsunterkunft zu machen, was in Kossenblatt für Irritationen sorgte. Nach weiteren Verlautbarungen soll das Schloss nun an einen unbekannten Dritten verkauft worden sein. Seit 2014 ist Anna Fiebig Eigentümerin des Schlosses. Seitdem sind mehrere Fremdenzimmer und ein Restaurant entstanden.

## Architektur

### Äußeres Erscheinungsbild
Schloss Kossenblatt ist eine barocke Dreiflügelanlage mit Mansarddach ohne die typischen Dachgauben. Die Dachfenster sind erst in den 50er Jahren eingebaut worden. Die Anlage steht auf einer von der krummen Spree umflossenen Insel, der sogenannten „Grabholzwiese“ und wird nur von der Mühlenspree vom Rittergut, dem sie zugehört, getrennt. Die feine Rustizierung der Fassade verleiht dem Bau ein schlicht-vornehmes Aussehen. Die langen Seitenflügel begrenzen einen schmaleren Schlosshof. In diesem führt eine hufeisenförmige Doppelrampe zum Eingangsportal. Auf dem Gelände der Schlossinsel in der Spree befand sich ein barocker Lustgarten.

„Es wirkt im Näherkommen nicht ungünstig und erst die Rückseite des Baues zeigt uns seine Schwächen: zu lange Flügel und einen zu schmalen Schloßhof. Eben diese Rückseite hat auch den Blick auf die Spree und eine kümmerliche dahintergelegene Bauanlage, die den Namen „Lustgarten“ führt. In diesem [heute Ehrenhof genannt] wurde der König in seinem Rollstuhl auf und ab gefahren und die zugeschrägte Doppelrampe, die sich bis diesen Tag in Hufeisenform an den Schloßflügel legt, zeigt am deutlichsten, mit welcher Sorglichkeit all und jedes eingerichtet war, um die schlechte Laune des von Gicht und Wassersucht geplagten Königs nicht noch schlechter zu machen.“

Gegenwärtig zeigen sich deutliche Risse in der Fassade. Dies resultiert daraus, dass das Holzpfahlfundament durch die Höhenschwankungen des Spreewassers im oberen Teil beständig befeuchtet wird, um dann wieder trockenzufallen. Dadurch sind die Holzpfähle vermodert. Bislang hat sich kein Eigentümer an die kostspielige Fundamentsanierung gewagt.

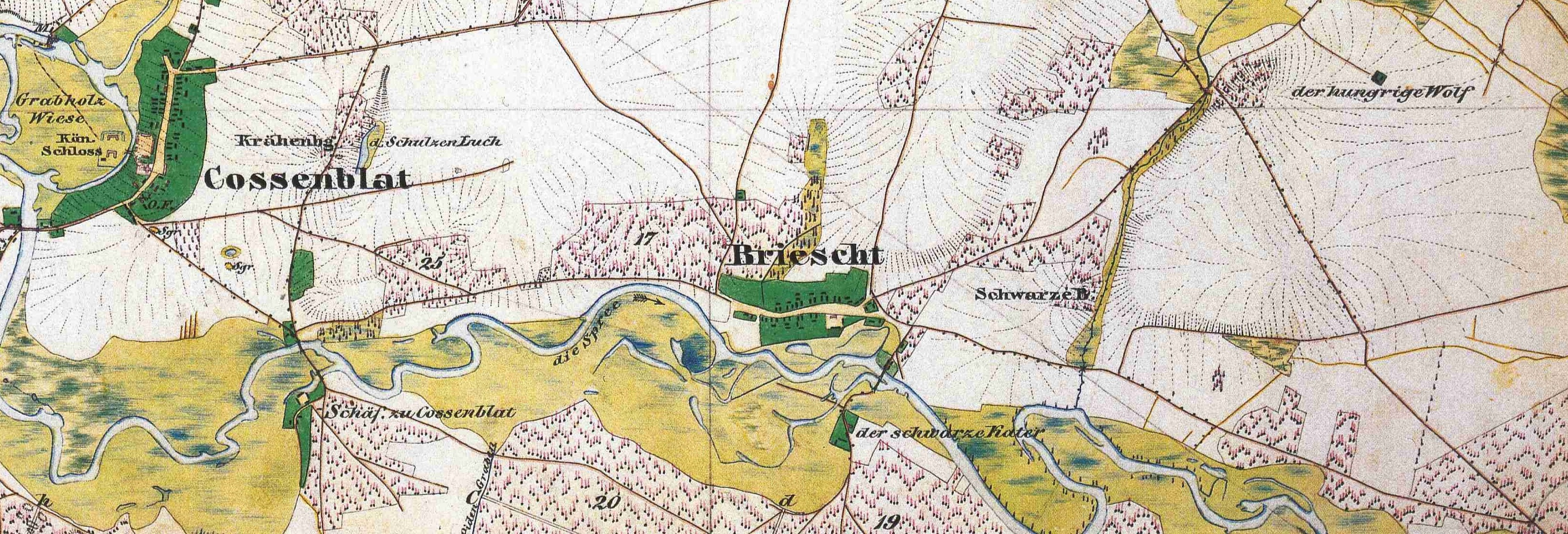
Die Lage 1846, zu sehen auch noch der Reitstall
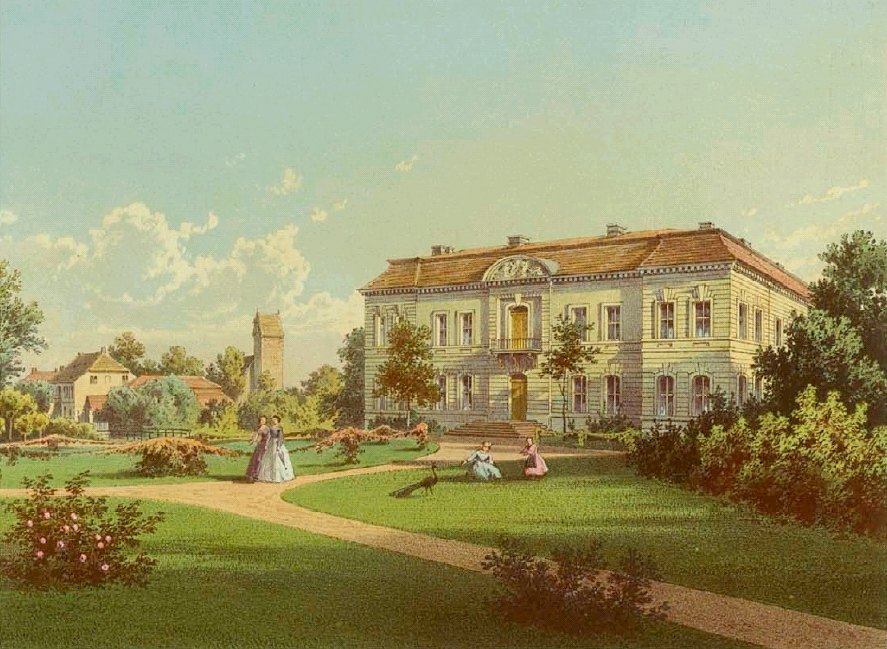
Schloss Kossenblatt (Lithografie von Theodor Albert (1870), Hrsg. Alexander Duncker)
Schloss Kossenblatt (1903)
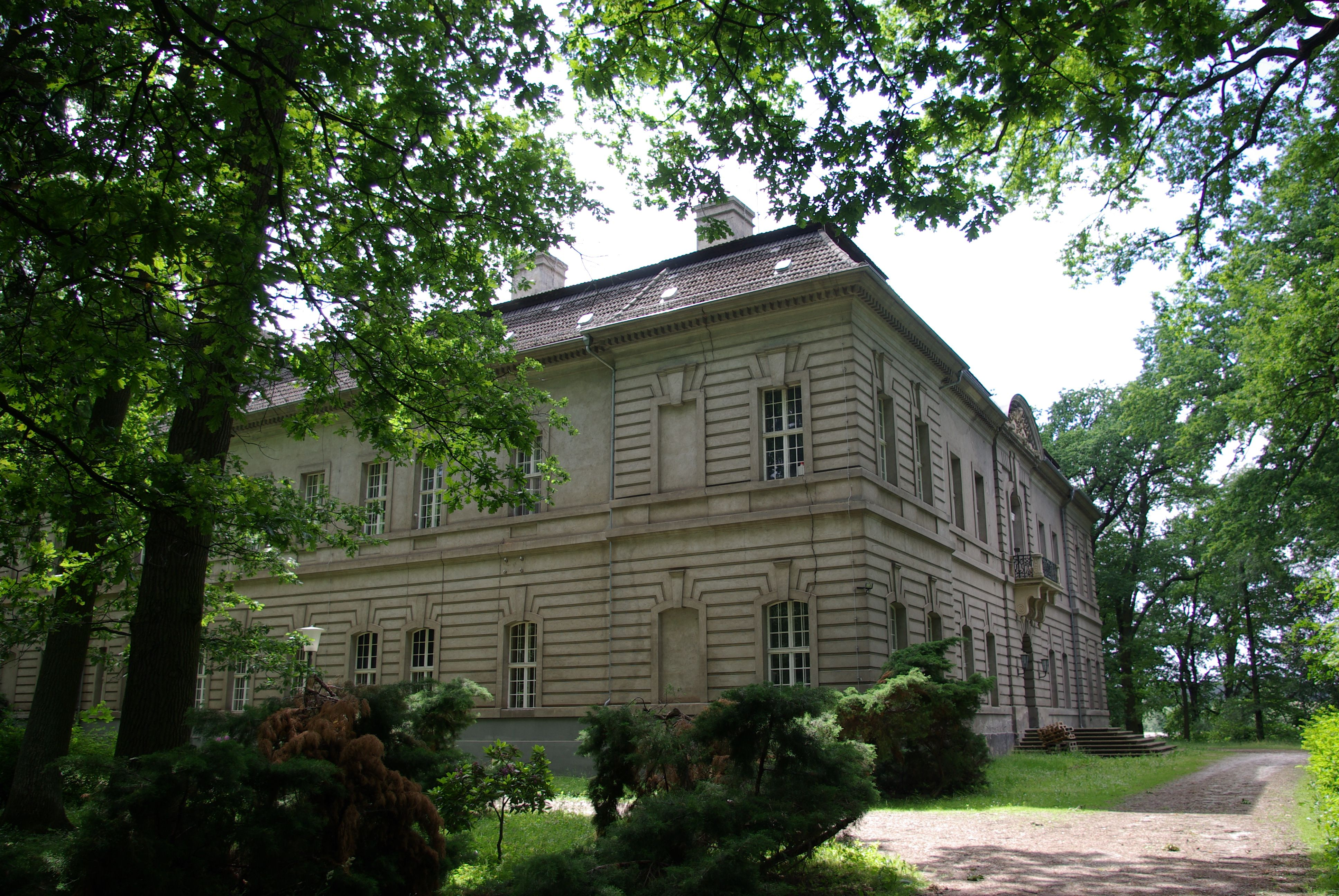
Das Schloss im Jahre 2010
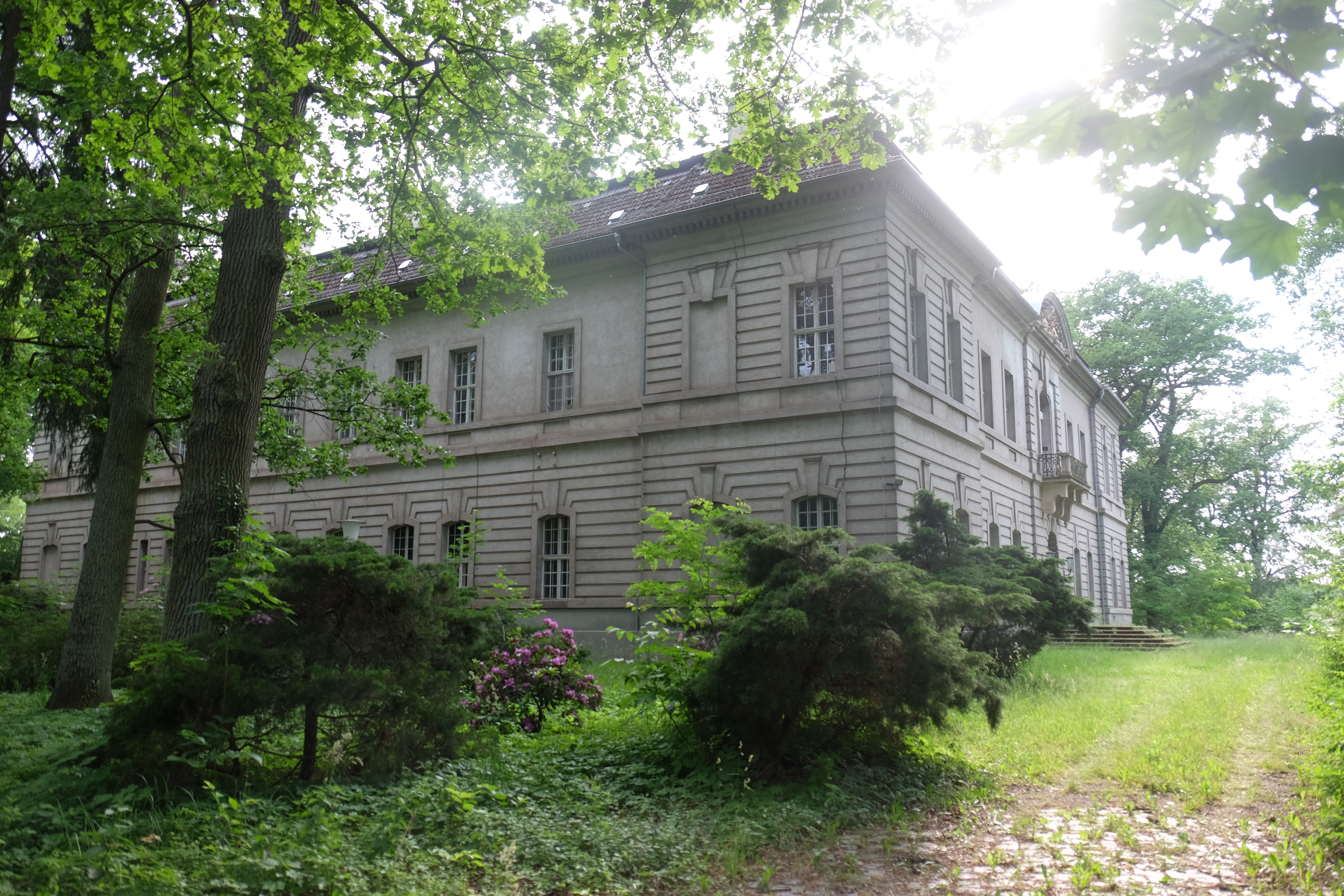
Das Schloss im Jahre 2022
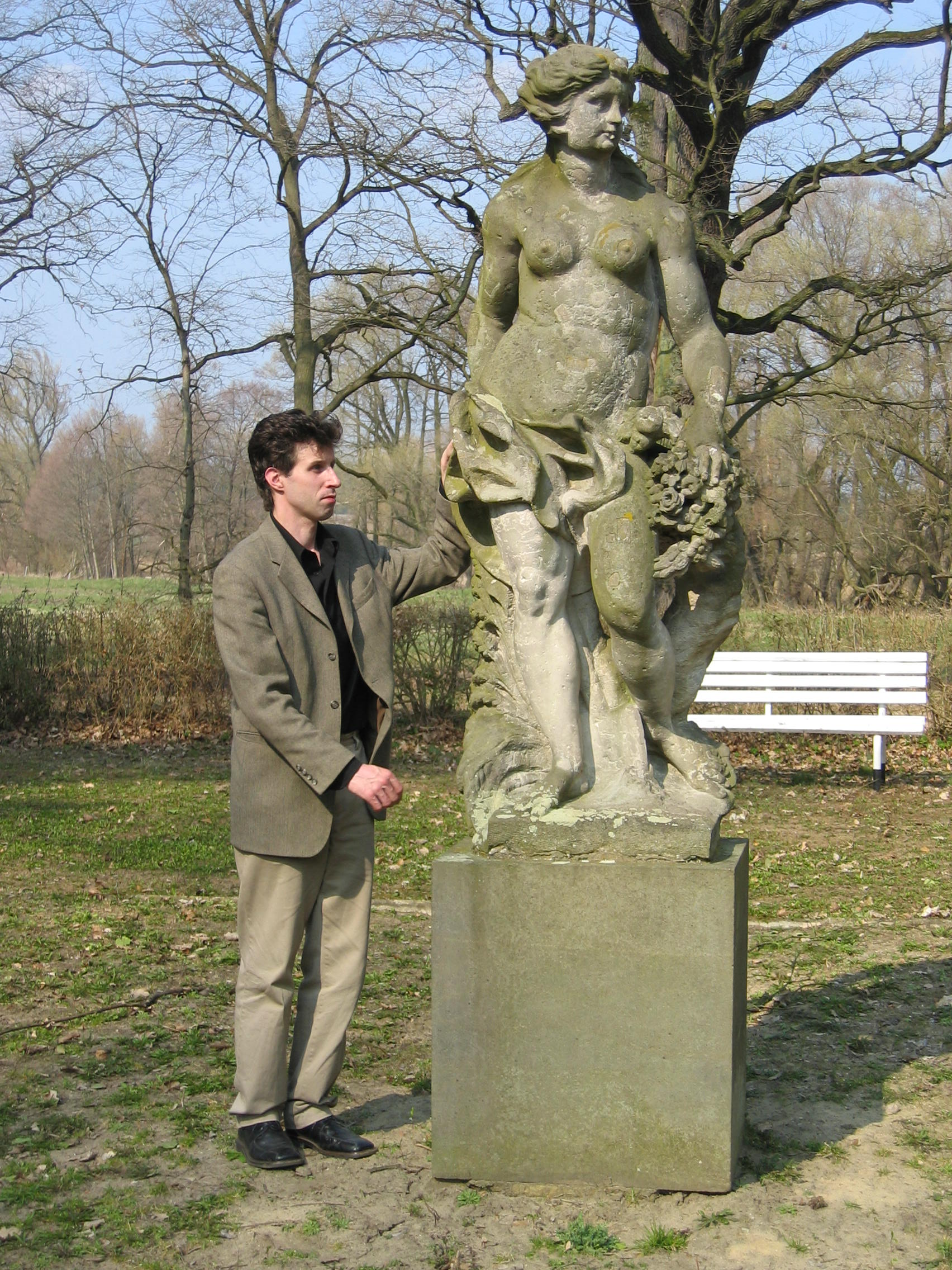
Der königliche Lustgarten mit der Flora und Roland Kirberg, heute völlig zugewachsen
1901 Ehrenhof
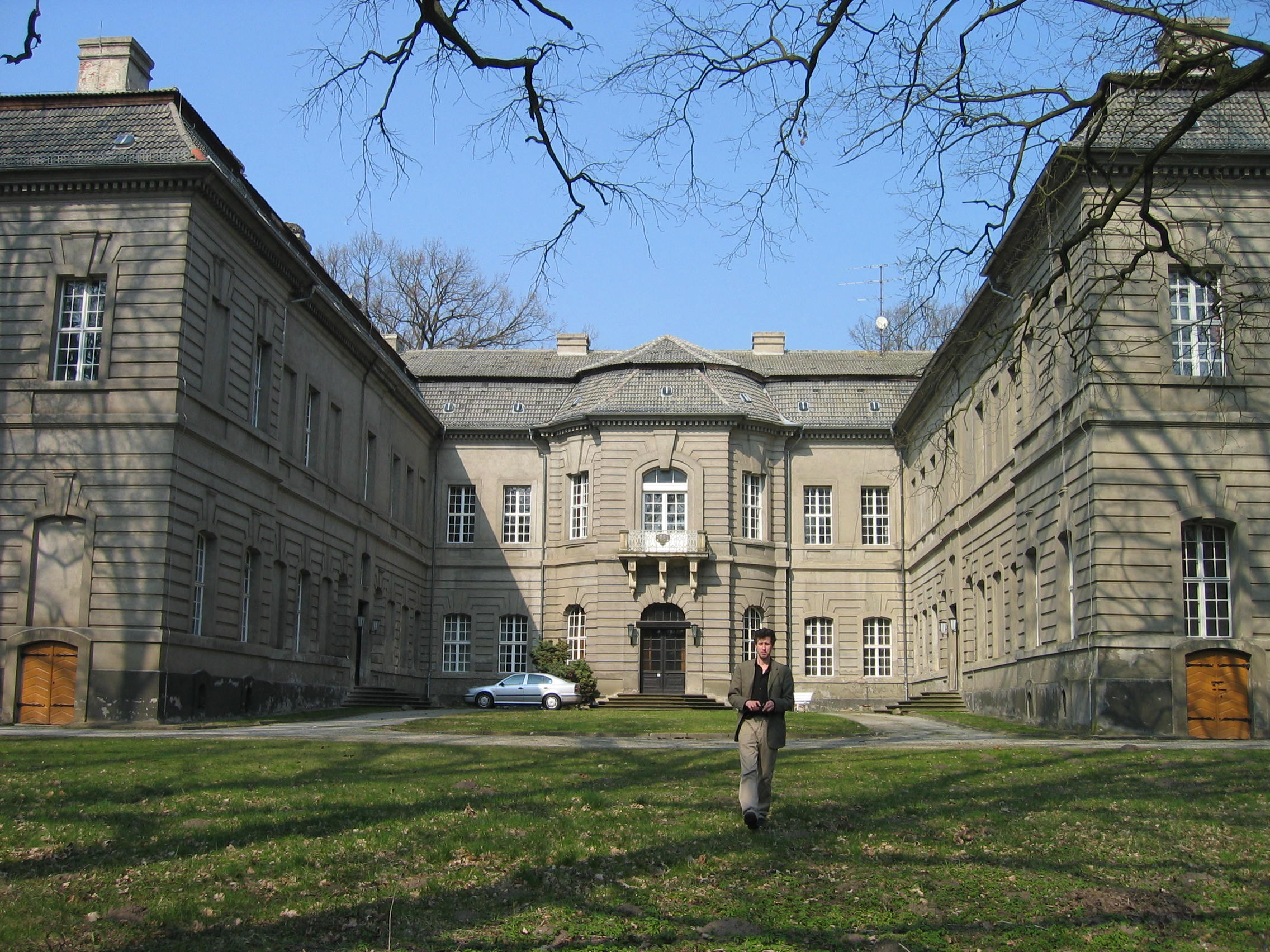
Der Ehrenhof 2004 mit den langen Seitenflügeln und Roland Kirberg, dem Enkel von Jacob Kirberg
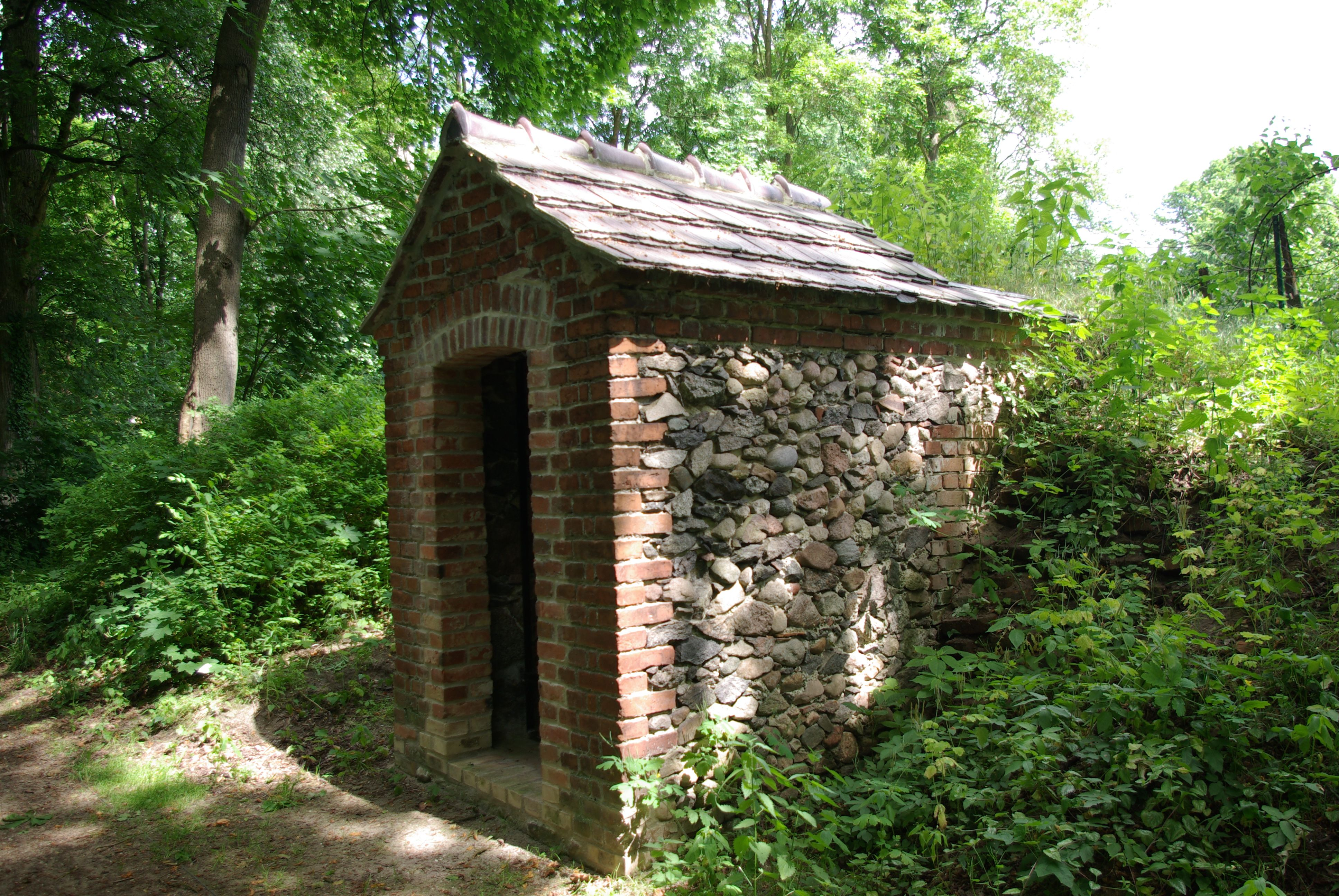
Eiskeller von 1836

### Innenausstattung
Nach Theodor Fontane, der Kossenblatt in seinen Wanderungen durch die Mark Brandenburg beschrieb, war der Eindruck, den das Schloss in seinem Innern machte, „der des Stattlichen, aber zugleich der höchsten Trübseligkeit“. Dabei muss in Rechnung gestellt werden, dass das Schloss nunmehr seit 120 Jahren leer stand.

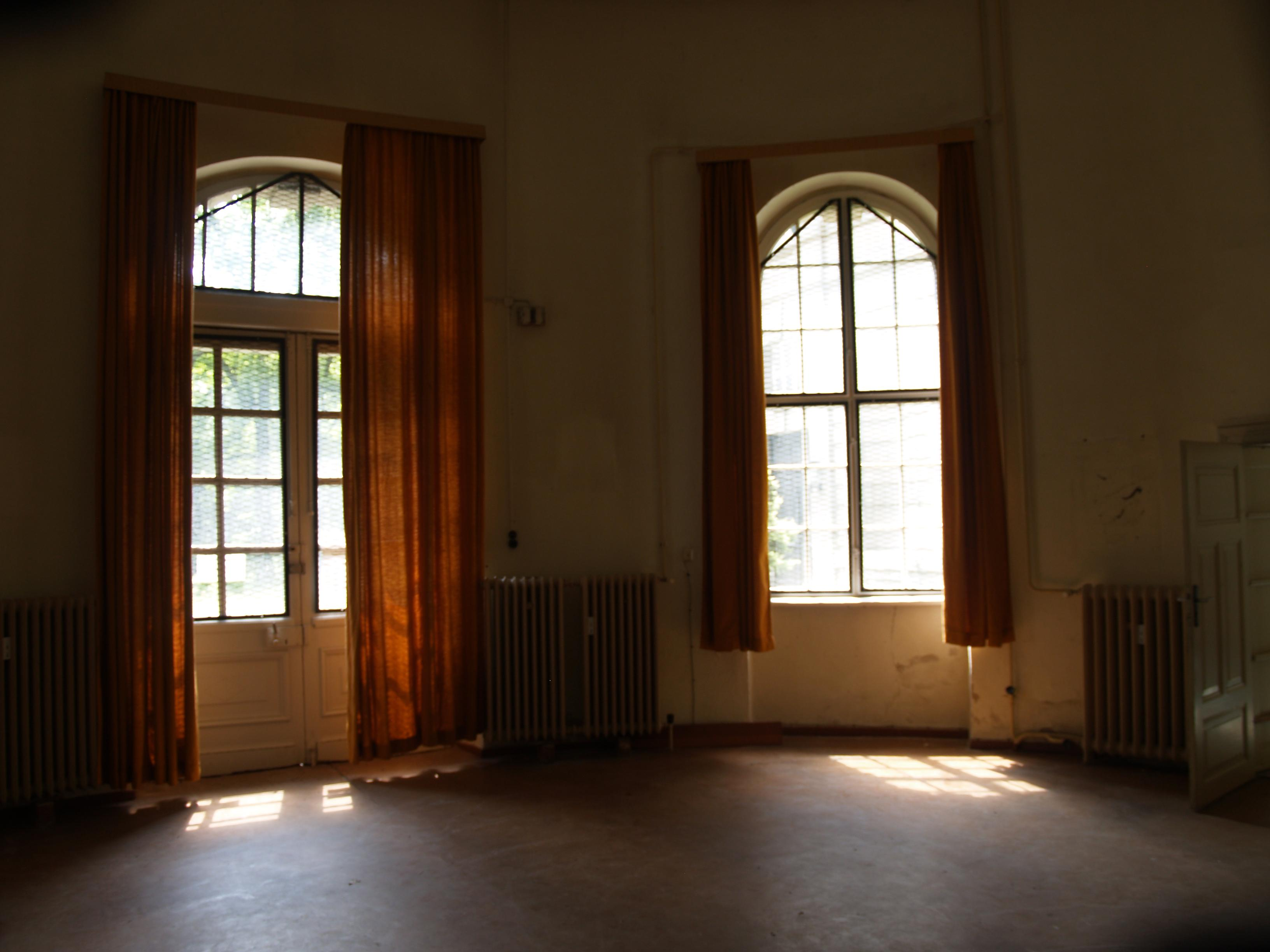
Königszimmer im Erdgeschoss
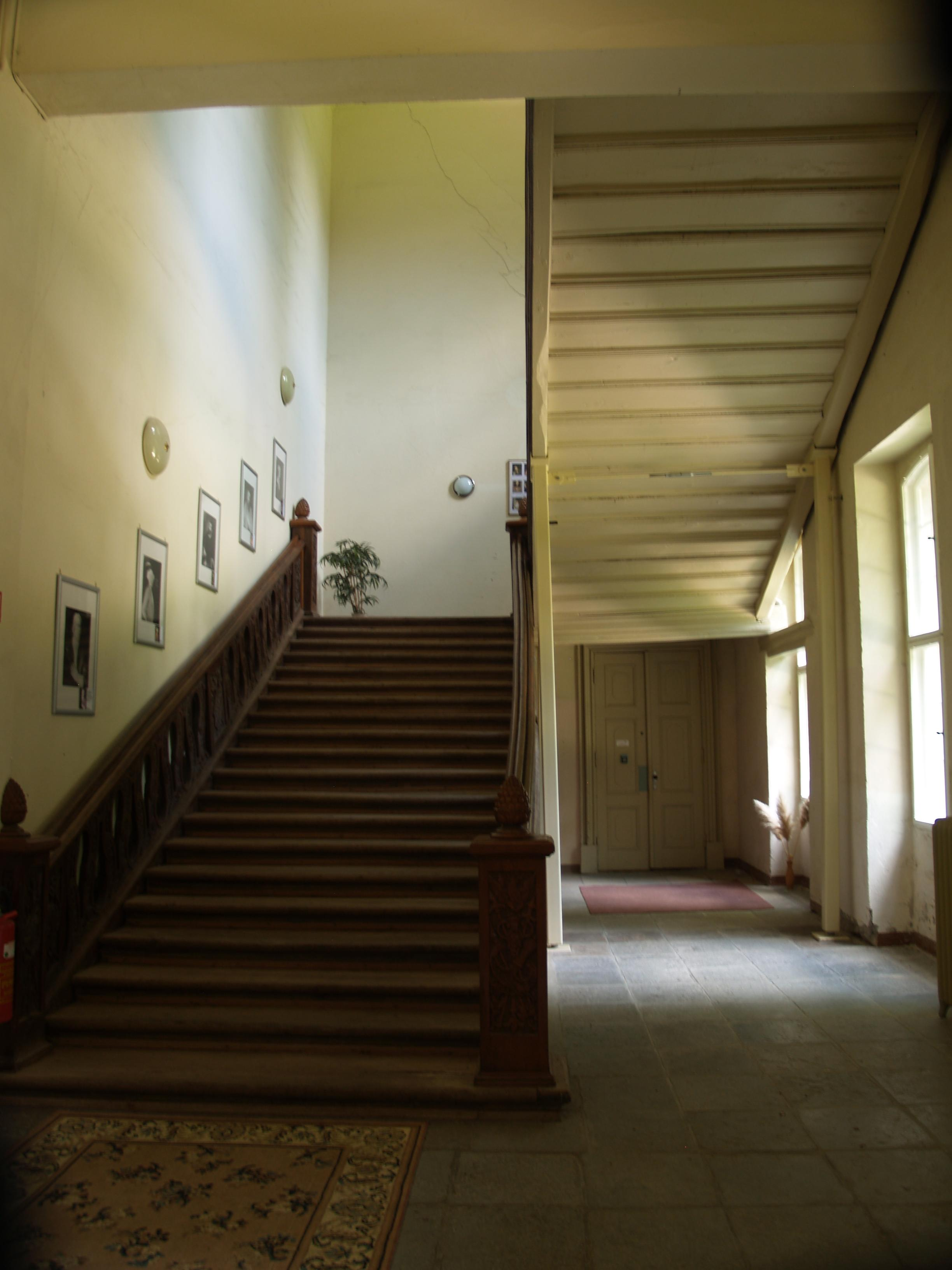
Treppe zum Obergeschoss mit Schnitzereien
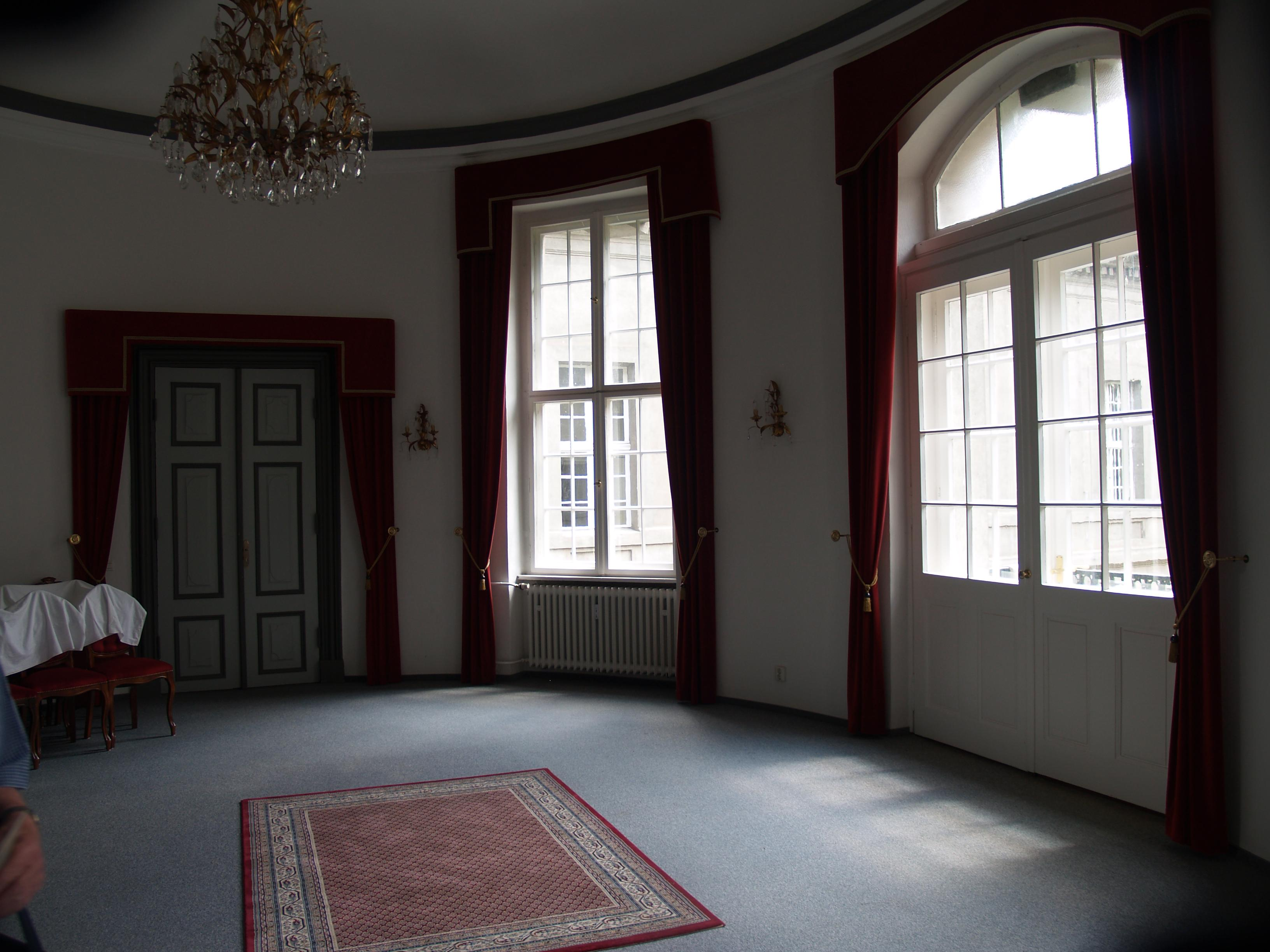
Ovales Zimmer im Obergeschoss
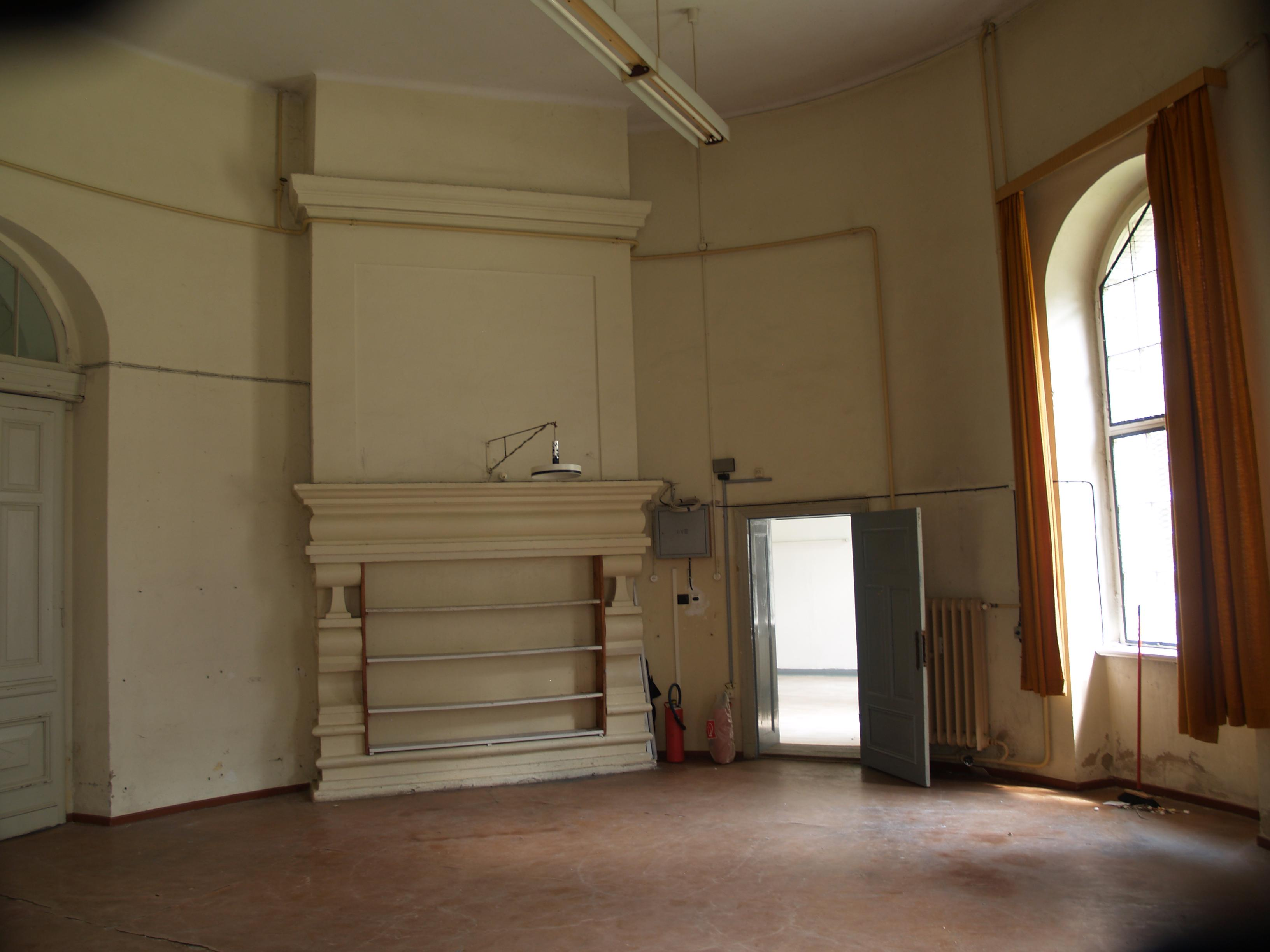
Kamin
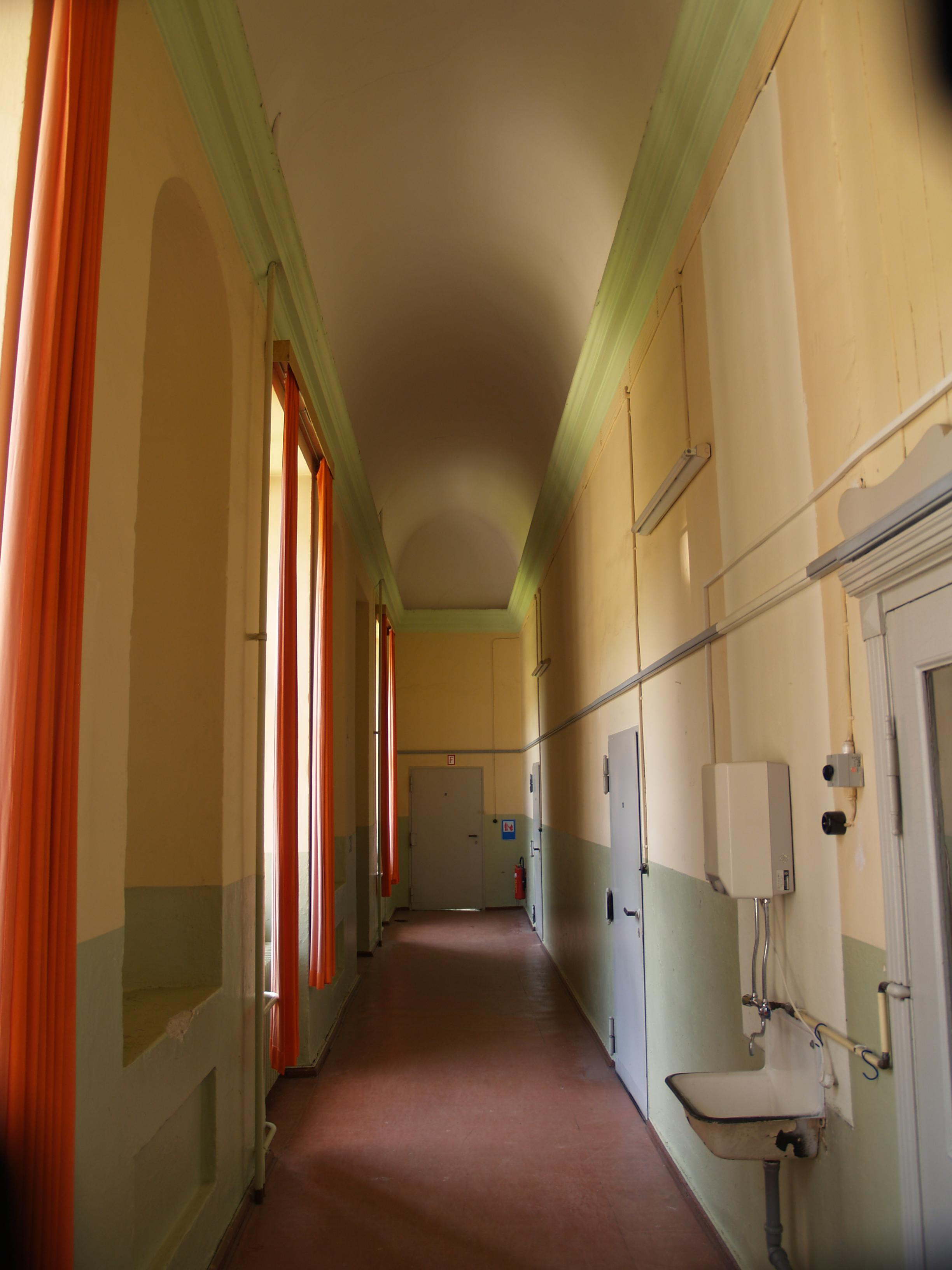
Langer schmaler Korridor im Seitenflügel

Von der Innenausstattung des Schlosses ist über die Jahrhunderte nichts geblieben. Viele Räume zeigen Spuren der gewerblichen Nutzung in den Zeiten der DDR: Laminat auf dem Boden und Fliesen an den Wänden. Die offenen Kamine wurden alle verschlossen. Eine zentrale Ölheizung ist im Keller des linken Flügels eingebaut. Der einzige repräsentative Raum, der noch an die Zeiten des Königsschlosses erinnert, ist der ovale Raum im Risalit des Obergeschosses, den das Standesamt in Tauche gelegentlich als Hochzeitszimmer nutzte.